# كارلوس غوتيريز رويز
كارلوس غوتيريز رويز (بالإسبانية: Carlos Gutiérrez Ruiz)‏ هو سياسي مكسيكي، ولد في 1959.